# Моменс (Илиноис)
Моменс (енгл. Momence) град је у америчкој савезној држави Илиноис. По попису становништва из 2010. у њему је живело 3.310 становника.

## Демографија
Према попису становништва из 2010. у граду је живело 3.310 становника, што је 139 (4,4%) становника више него 2000. године.
| Група             | 2000.         | 2010.         |
| Белци             | 2.647 (83,5%) | 2.454 (74,1%) |
| Афроамериканци    | 137 (4,3%)    | 170 (5,1%)    |
| Азијати           | 3 (0,1%)      | 9 (0,3%)      |
| Хиспаноамериканци | 361 (11,4%)   | 615 (18,6%)   |
| Укупно            | 3.171         | 3.310         |